# Guzel Khubbieva
Guzel Khubbieva (née le 2 mai 1976) est une athlète ouzbèke spécialiste du sprint. 

## Carrière
Guzel Khubbieva commence l'athlétisme à l'âge de 12 ans. En 1996, à 20 ans, elle donne naissance à un fils, qu'elle élèvera seule.
En 2002, lors des Jeux asiatiques, elle remporte la médaille de bronze du relais 4 × 100 mètres au sein de l'équipe ouzbèke.
En 2006, elle s'impose sur le 100 mètres des Jeux asiatiques face à la Sri Lankaise Susanthika Jayasinghe en 11 s 27.
Aux Jeux asiatiques de 2010, âgée de 34 ans, elle remporte l'argent sur 100 mètres et le bronze sur 200 mètres. L'année suivante, elle remporte la médaille d'or sur 100 m à Kōbe.
En 2011, Guzel Khubbieva devient pour la première fois championne d'Asie en remportant le 100 mètres lors des Championnats d'Asie d'athlétisme 2011 en 11 s 39.

### Palmarès
| Année | Compétition              | Lieu    | Résultat | Épreuve   | Performance |
| ----- | ------------------------ | ------- | -------- | --------- | ----------- |
| 2002  | Jeux asiatiques          | Pusan   | 3e       | 4 × 100 m | 44 s 32     |
| 2003  | Championnats d'Asie      | Manille | 3e       | 100 m     | 11 s 57     |
| 2003  | Championnats d'Asie      | Manille | 3e       | 200 m     | 23 s 63     |
| 2005  | Championnats d'Asie      | Incheon | 2e       | 100 m     | 11 s 56     |
| 2005  | Championnats d'Asie      | Incheon | 2e       | 200 m     | 23 s 43     |
| 2006  | Jeux asiatiques          | Doha    | 1re      | 100 m     | 11 s 27     |
| 2006  | Jeux asiatiques          | Doha    | 2e       | 200 m     | 23 s 30     |
| 2009  | Jeux asiatiques en salle | Hanoï   | 2e       | 60 m      | 7 s 39      |
| 2010  | Jeux asiatiques          | Canton  | 2e       | 100 m     | 11 s 34     |
| 2010  | Jeux asiatiques          | Canton  | 3e       | 200 m     | 23 s 87     |
| 2011  | Championnats d'Asie      | Kōbe    | 1re      | 100 m     | 11 s 39     |

### Records
| Épreuve    | Performance | Lieu    | Date             |
| ---------- | ----------- | ------- | ---------------- |
| 100 mètres | 11 s 20     | Almaty  | 9 juin 2007      |
| 200 mètres | 23 s 16     | Manille | 1er juillet 2004 |

| Épreuve   | Performance | Lieu   | Date           |
| --------- | ----------- | ------ | -------------- |
| 60 mètres | 7 s 19      | Samara | 2 février 2005 |